# Kunstjahr 1794
Liste der Kunstjahre

Kunstjahr 1794

Weitere Ereignisse
Dieser Artikel behandelt das Kunstjahr 1794.
Das Jahr 1794 fällt in Europa allgemein in die kunstgeschichtliche Epoche des Klassizismus. Als Kunststil meint die Malerei des Klassizismus die Orientierung an der griechisch-römischen Antike und der italienischen Renaissance. Für das Jahr 1794 hatte insbesondere die französische Revolutionsmalerei, die der Begeisterung für die Revolution Ausdruck gab, in Frankreich Bedeutung. Kulturgeschichtlich zeichnet sich der Beginn der Frühromantik ab.

## Ereignisse
Deutschland
In Deutschland wurde das 1758 gegründete Kupferstich- und Zeichnungskabinett des Kurfürsten Carl Theodor von der Pfalz im Mannheimer Schloss vor der anrückenden französischen Armee in Sicherheit gebracht und nach München überführt. Hier bildete es die Grundlage der Staatlichen Graphischen Sammlung München.
Die Mengssche Abgusssammlung findet ab 1794 ihren Platz im kurfürstlichen Stallgebäude (dem heutigen Johanneum) in Dresden, nachdem sie seit Frühjahr 1784 einen nur provisorischen Platz im Gemäldesaal des Brühlschen Gartens hatte. Auch dort war sie seit 1786 öffentlich zugänglich, zeitgleich mit der Öffnung der Antikensammlung im Japanischen Palais. 
Frankreich
An Museumsgründungen fanden in Frankreich statt: Musée des Beaux-Arts (Rennes) und das Musée des Beaux-Arts (Reims). Henri Grégoire gründete in Folge der Französischen Revolution die Hochschule für Kunst und Handwerk „Conservatoire national des arts et métiers“, zu der das Musée des arts et métiers gehört.
Fernost
In Japan begann Tōshūsai Sharaku eine Serie von Schauspielerporträts im Genre und Technik des Ukiyo-e, die auch als Beginn der Moderne in der Kunst in Japan bezeichnet wurden.

## Architektur
Beginn der Bauarbeiten des Schlosses Pfaueninsel in Berlin durch Hofzimmermeister Johann Gottlieb Brendel in Ruinenarchitektur.
In New Orleans wird die St. Louis Cathedral im Stil der Antebellum-Architektur der Südstaaten fertiggestellt.

## Werke der Malerei
- Jacques-Louis David: Autoportrait, Öl auf Leinwand, 81 × 64 cm, heute im Besitz des Louvre,[1] und La Mort du jeune Bara (Tod des jungen Bara), Öl auf Leinwand, 119 × 156 cm, heute im Musée Calvet, Avignon.[2]
- Francisco de Goya beendete El naufragio (Der Schiffbruch), Öl auf Zinkblech, 43,2 × 32 cm, heute Sammlung Plácido Arango in Madrid, und das Porträt der Schauspielerin María del Rosario Fernández La Tirana, Öl auf Leinwand, 112 × 79 cm.
- William Blake: The Ancient of Days. Es erscheint der zweite Teil der von Blake illustrierten Songs of Innocence and of Experience.
- Louis-Léopold Boilly: Le Triomphe de Marat, heute Palais des Beaux-Arts de Lille[3]
- John Singleton Copley: Admiral of the Fleet Howe, Öl auf Leinwand, 77,2 × 119,4 cm, heute National Maritime Museum[4]
- Jan Piotr Norblin (Jean-Pierre Norblin de La Gourdaine): Accrochage des portraits des traîtres à la place du marché de la vieille ville de Varsovie (Das Hängen der Verräter auf dem Marktplatz von Warschau)
- Der Saarländer Johann Friedrich Dryander schuf 1794 mehrere Porträts, darunter das Portrait de Dominique Joseph Garat sowie Portrait du général Jourdan et de son adjudant
- Angelika Kauffmann: Portrait of the Impromptu Virtuoso Teresa Bandettini-Landucci of Lucca (Bildnis der Stegreifvirtuosin Teresa Bandettini-Landucci von Lucca), Öl auf Leinwand, 128,2 × 93,6 cm
- Thomas Lawrence schuf das Porträt eines etwa 11-jährigen Mädchens (Sarah Barrett Moulton), das als Pinkie bekannt wurde, heute im The Huntington.

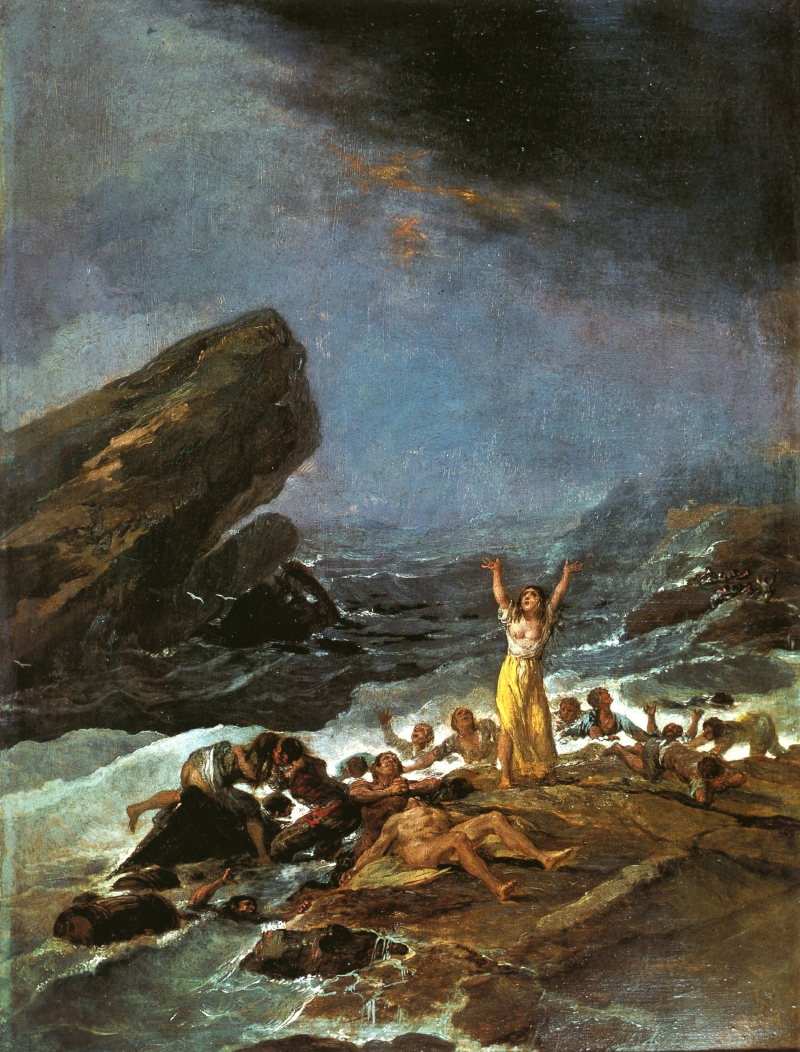
Goya: El naufragio
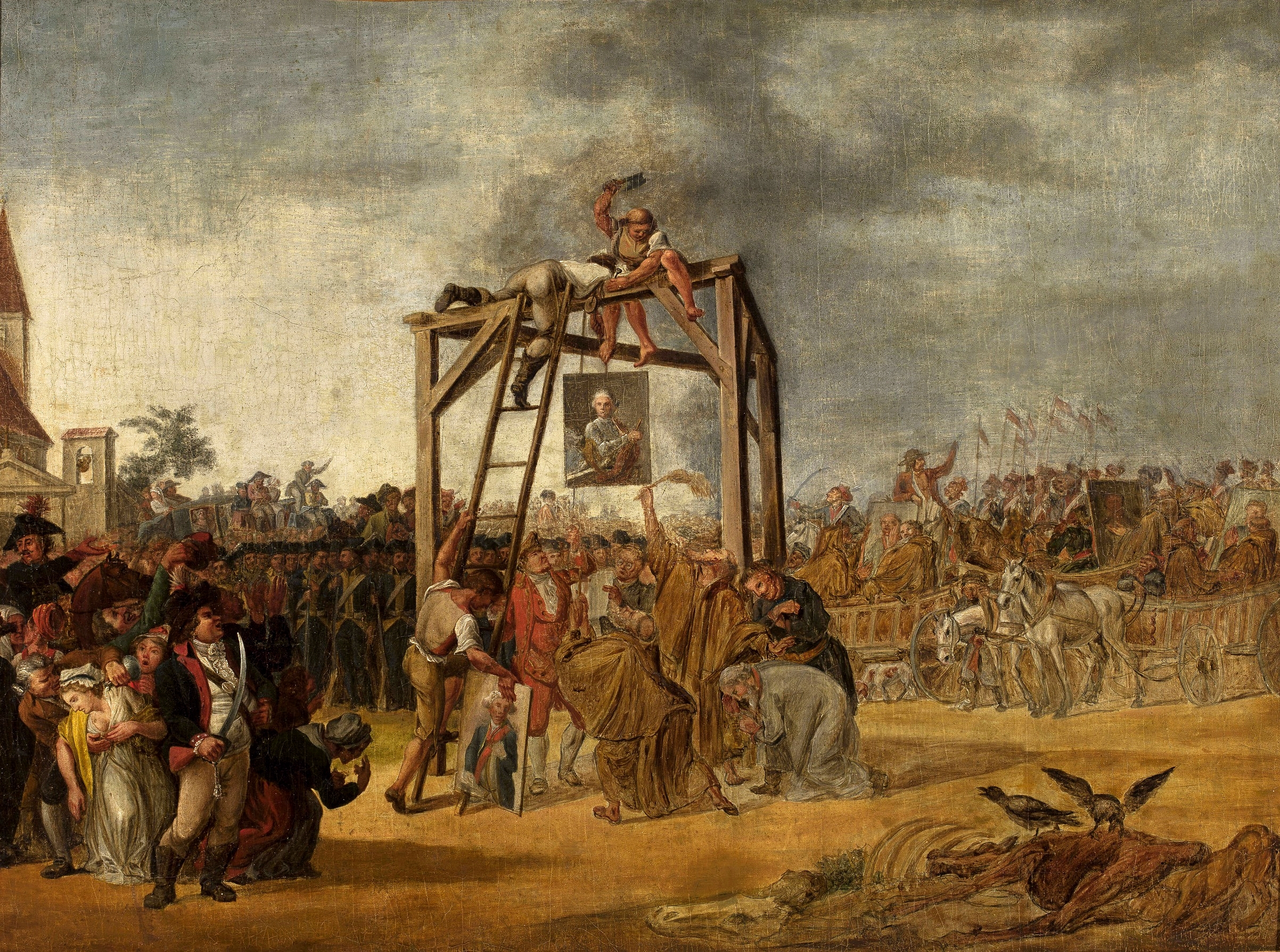
Jan Piotr Norblin: Accrochage des portraits des traîtres à la place du marché de la vieille ville de Varsovie
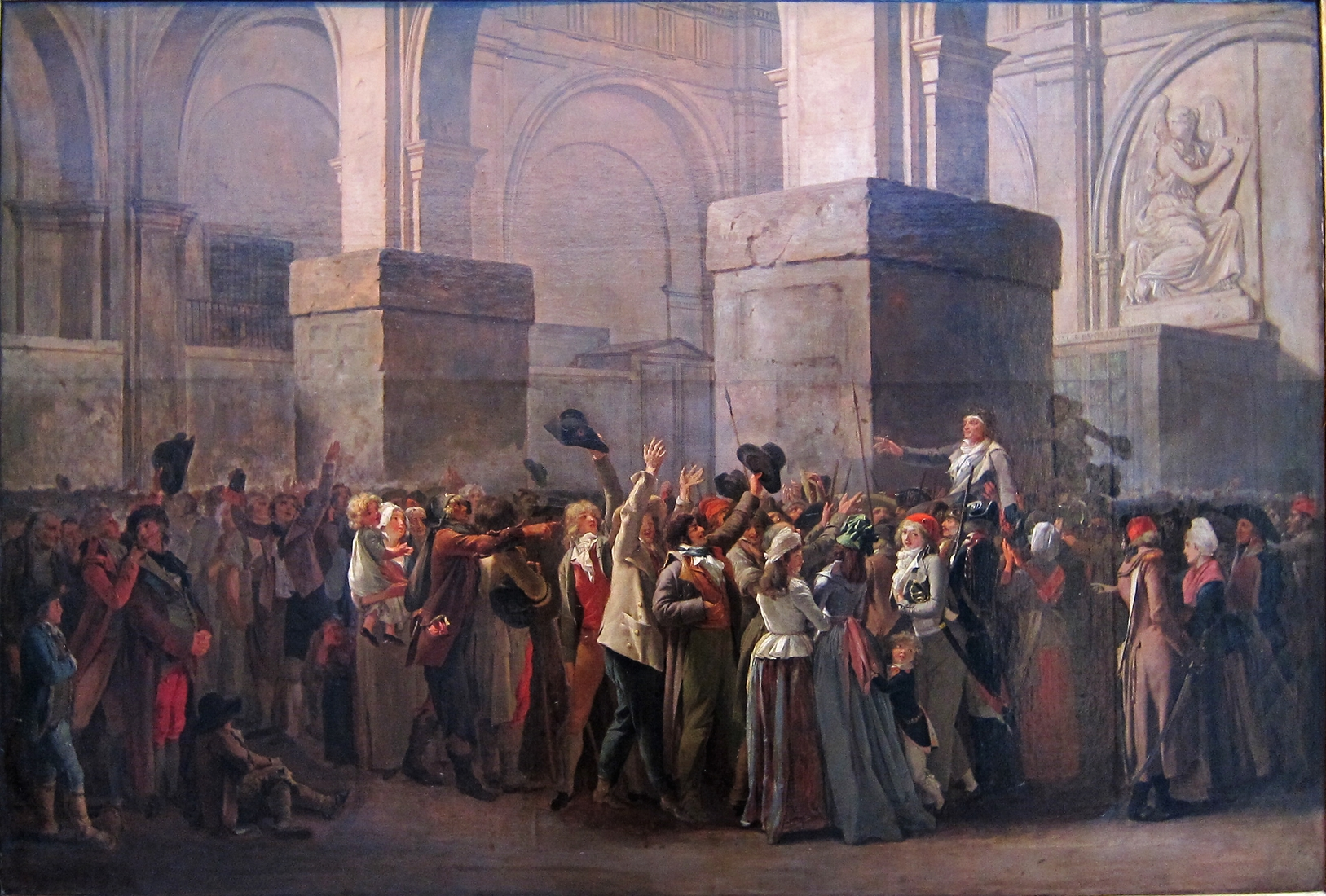
Louis-Léopold Boilly: Le Triomphe de Marat
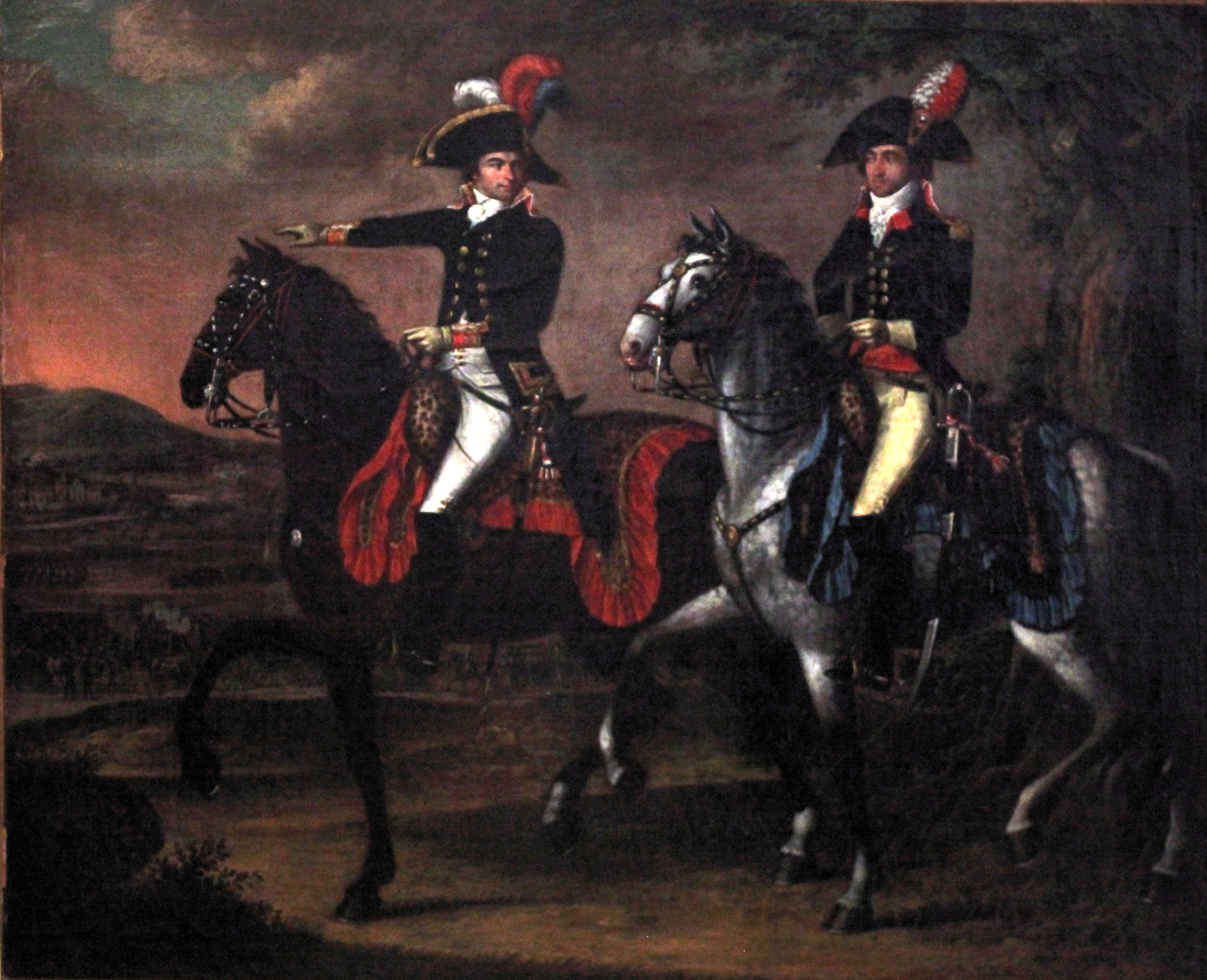
Johann Friedrich Dryander: Portrait du général Jourdan et de son adjudant
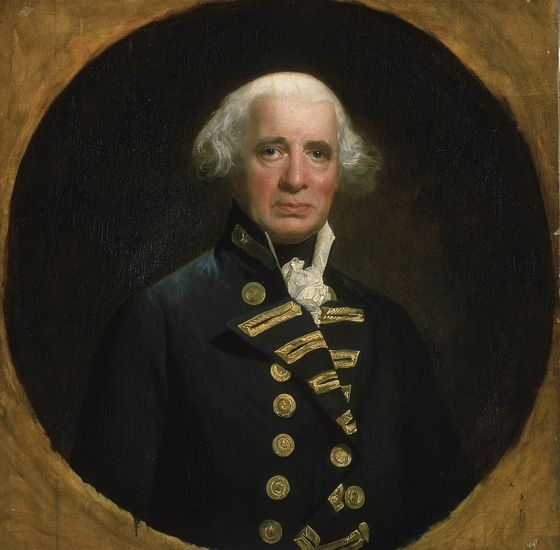
John Singleton Copley: Admiral of the Fleet Howe

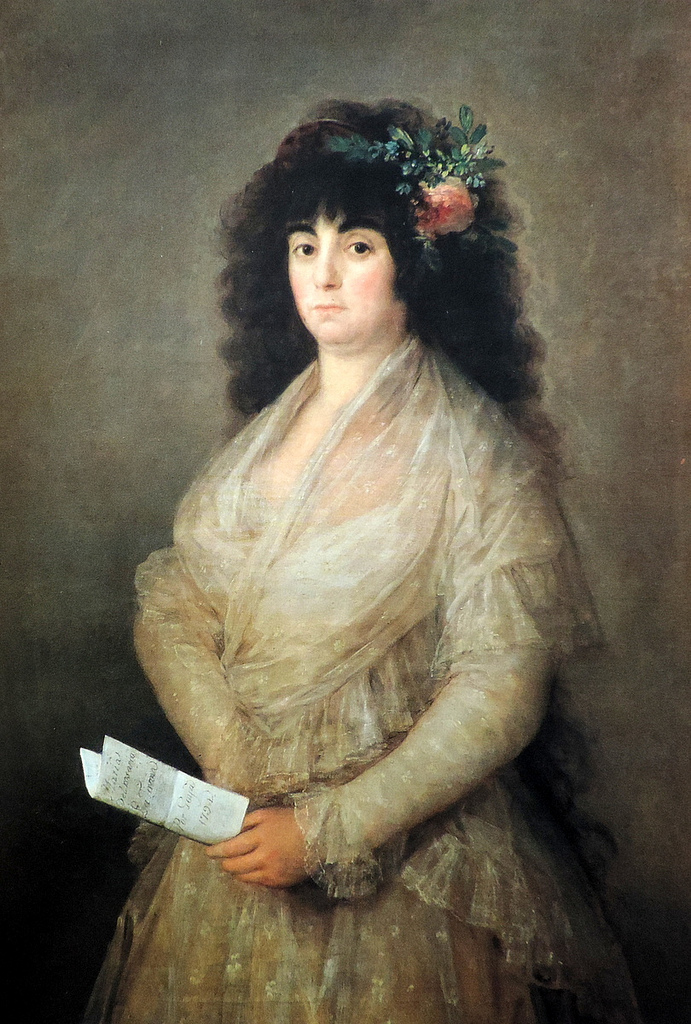
Goya: La Tirana
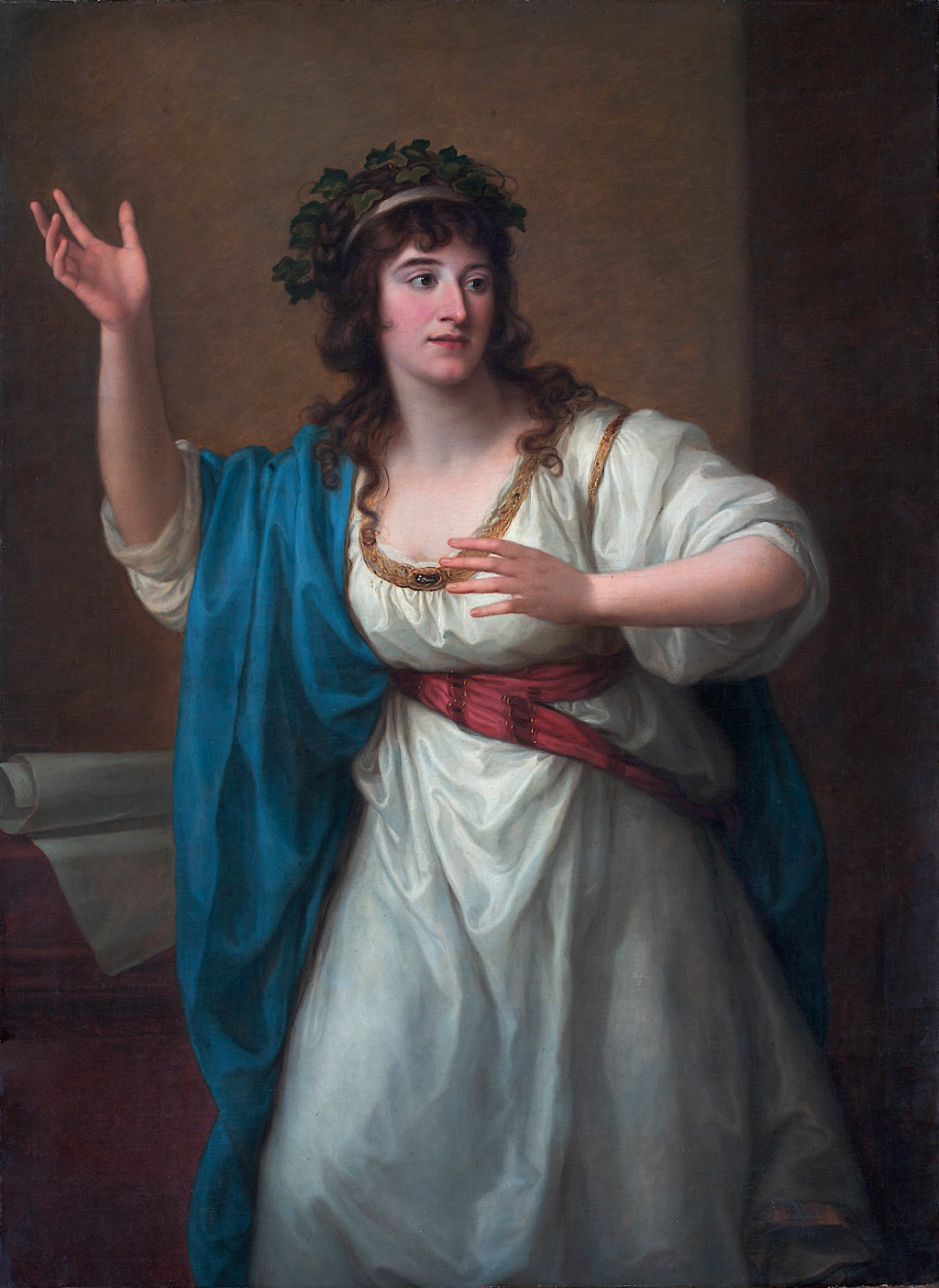
Angelika Kauffmann: Portrait of the Impromptu Virtuoso Teresa Bandettini-Landucci of Lucca
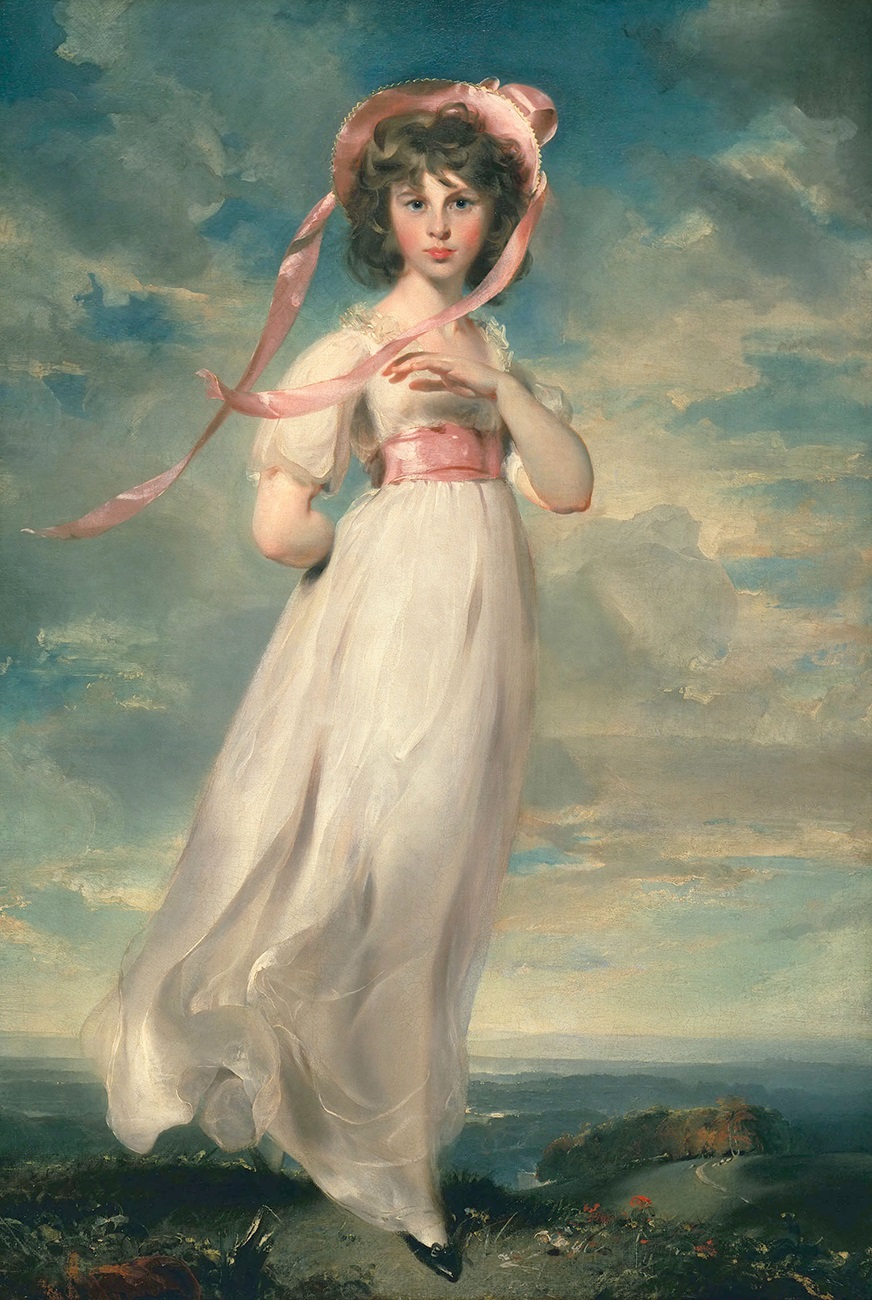
Thomas Lawrence: Sarah Barrett Moulton: Pinkie

## Werke der Bildhauerei
- Giuseppe Ceracchi: Alexander Hamilton, Marmorbüste
- Johann Gottfried Schadow: Portrait der Gräfin Lichtenau

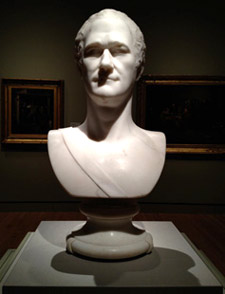
Giuseppe Ceracchi: Porträtbüste von Alexander Hamilton, Marmor
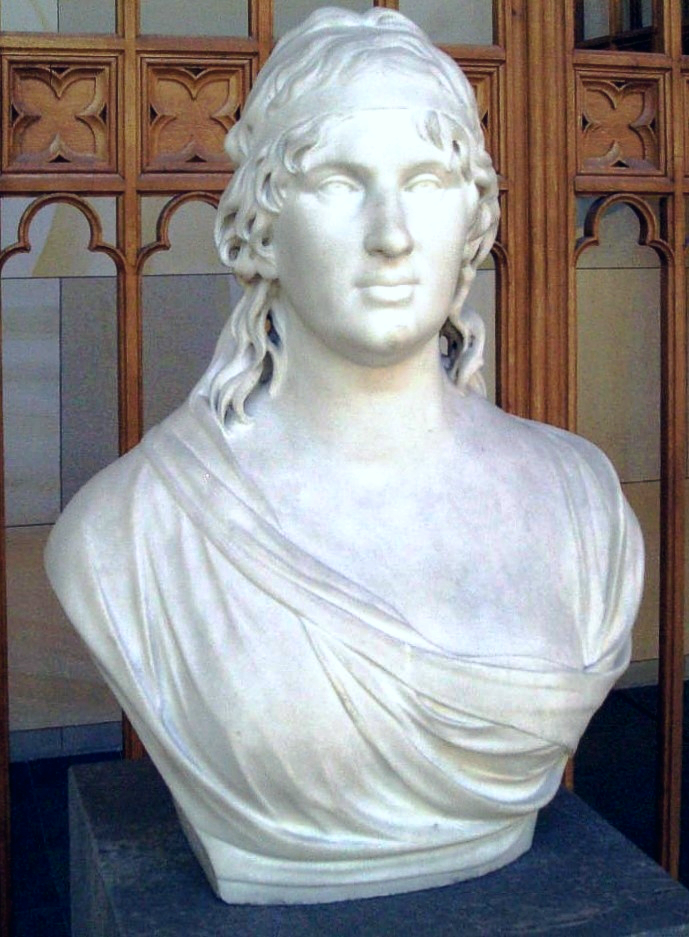
Johann Gottfried Schadow: Porträtbüste der Gräfin Lichtenau, Marmor

## Sonstiges
Kunsthandwerk
In Deutschland wurde unter Mitwirkung von Alexander von Humboldt die Königlich privilegierte Porzellanfabrik Tettau gegründet, bekannt für ihren reinweißen, transluzenten „Tettauer Scherben“. Im 20. Jahrhundert schufen für Tettau u. a. namhafte Künstler wie Paul Klee, Franz Marc und August Macke Dekore.
In Zell am Harmersbach wird die Fayence-Fabrik Zeller Keramik von Josef Anton Burger gegründet.

## Geboren
- 08. Februar: Calixte Serrur, französischer Maler († 1865)
- 11. Februar: Gustav Friedrich Waagen, deutscher Kunsthistoriker und späterer Direktor der Gemäldegalerie Berlin  († 1868)
- 09. März: Matteo Picasso, italienischer Maler († 1879)
- 26. März: Julius Schnorr von Carolsfeld, deutscher Maler († 1872)
- 25. April: Antoine Sartoris, französischer Maler italienischer Herkunft († 1856)
- 13. Mai: Louis Léopold Robert, Schweizer Maler († 1835)
- 03. Juni: William Charles Ross, britischer Historien-, Miniatur- und Porträtmaler († 1860)
- 23. Juni: Franz Nadorp, deutscher Maler, Deutschrömer († 1876)
- 26. Juni: Pierre-Jules Jollivet, französischer Historien- und Genremaler, Lithograf († 1871)
- 24. Juli: Robert William Sievier, englischer Bildhauer († 1865)
- 29. August: Léon Cogniet, französischer Historien- und Porträtmaler († 1880)
- 17. September: Henry Wyatt, englischer Porträtmaler († 1840)
- 30. September: Carl Joseph Begas, deutscher Maler († 1854)
- 19. Oktober: Charles Robert Leslie, englischer Genremaler († 1859)
- Oktober: Thomas Griffiths Wainewright, englischer Journalist, Maler, Kunstkritiker und Mörder († 1847)
- 01. November: Johannes Baptista van Acker, flämischer Miniaturporträtmaler († 1863)
- 19. November: James Stark, englischer Maler († 1859)
- 31. Dezember: Samuel Jackson, englischer Aquarellist und Maler († 1869)

Genaues Datum ungesichert:
- Abel Dimier, französischer Bildhauer († 1864)
- Joseph Patrick Haverty, irischer Maler († 1864)
- William Heath, englischer Maler, Zeichner und Satiriker († 1840)
- Jan Feliks Piwarski, polnischer Maler († 1859)
- Ferdinando Cavalleri, italienischer Porträtmaler († 1865 oder 1867),
- Gaspare Sensi, italienischer Maler und Lithograf  († 1880).

## Gestorben
- 03. Januar: Giuseppe Paladino, italienischer Maler  (* 1721)
- 24. Januar: Jean-Antoine Morand, französischer Maler und Architekt (* 1727)
- 18. Februar: Joseph Adam von Mölk, österreichischer Fresken- und Tafelmaler (* 1718)
- 04. März: Franz Anton Zeiller, österreichischer Kirchenmaler des Rokoko (* 1716)
- 16. März: Maria Katharina Prestel, deutsche Pastell- und Aquarellmalerin, Kupferstecherin und Radiererin (* 1747)
- 31. März: Bernardino Galliari, italienischer Freskant und Theatermaler (* 1707)
- 04. April: Hendrik-Jozef Antonissen, niederländischer Landschaftsmaler (* 1737)
- 14. April: Samuel Hieronymus Grimm, Schweizer Aquarellist (* 1733)
- 16. April: Domenico Maggiotto, italienischer Maler  (* 1713)
- 01. Mai: Louis-Nicolas Van Blarenberghe, französischer Maler (* 1716)
- 13. Mai: Pierre-François Brice, belgischer Maler (* 1714)
- 11. Juni: Christoph Friedrich Reinhold Lisiewski, deutscher Porträtmaler (* 1725)
- 22. Juni: Charles-Marie Caffieri, französischer Bildhauer (* 1736)
- 24. Juni: Rosalie Filleul, französische Pastellmalerin (* 1753)
- 11. August: Christian Ulrik Foltmar, dänischer Tapetenweber und Miniaturmaler (* 1716)
- Oktober: Jean Humbert, niederländischer Maler (* 1734)
- 18. Oktober: Johann Ernst Heinsius, deutscher Maler (* 1731)
- November: Antonio Dominici, italienischer Maler (* 1737)
- 11. Dezember: Étienne Ficquet, französischer Radierer (* 1719)

Genaues Datum ungesichert:
- Vicente Calderón de la Barca, spanischer Historienmaler (* 1762)
- Carl-Ludwig Christinek, russischer Maler (* 1730/1732)
- Giacomo Leonardis, italienischer Grafiker (* 1723)
- Jacopo Marieschi, italienischer Vedutenmaler (* 1711)